# Filippo Baldinucci

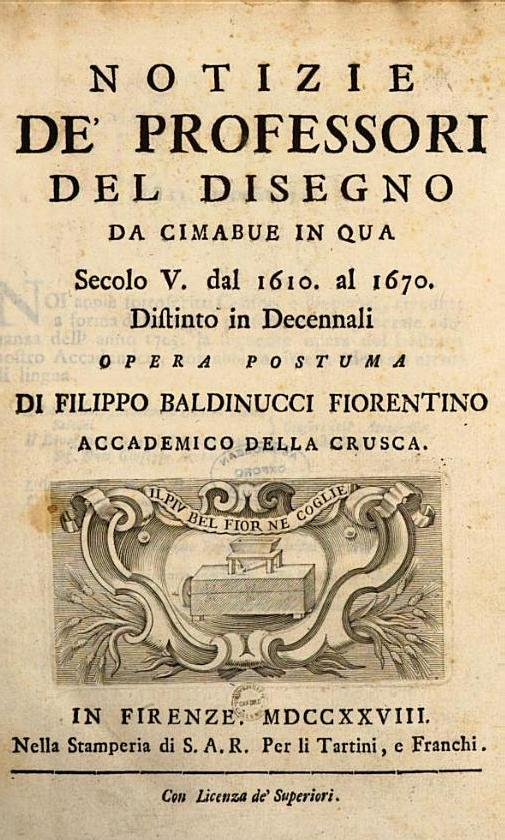
Frontispiz eines Bandes der Notizie Filippo Baldinuccis.

Filippo Baldinucci (* 3. Juni 1625 in Florenz; † 10. Januar 1696 ebenda) war ein italienischer Maler, Kunsttheoretiker und Biograph vorrangig italienischer Künstler. Sein Hauptwerk stellen die Notizie de’ professori del disegno da Cimabue in qua dar, die zwischen 1681 und 1728 im Druck erschienen. Zugleich ist er Verfasser des Vocabolario toscano dell’arte del disegno, einem lexikalischen Überblick über das Vokabular der Künstler, den Baldinucci im Auftrag der Accademia della Crusca 1681 publizierte.

## Leben
Filippo Baldinucci stammt aus einer alten Florentiner Familie, seine Eltern waren der Geschäftsmann Giovanni Baldinucci und Caterina da Valle. Eine künstlerische Ausbildung erhielt der jugendliche Filippo zunächst in den Werkstätten des Bildhauers Jacopo Maria Foggini und des Malers Matteo Rosselli. Neben seiner Tätigkeit als Porträtist erlangte er schnell den Ruf eines außergewöhnlichen Kunstkenners und wurde in dieser Eigenschaft von Großherzog Ferdinando II. de’ Medici beschäftigt und unter anderem mit längeren Missionen nach Mantua und in andere Orte der Lombardei beauftragt. Kardinal Leopoldo de’ Medici setzte Baldinucci zur Ordnung und Erweiterung seiner Zeichnungssammlung ein, die den Grundstock des späteren Gabinetto stampe e disegni der Uffizien bildet. Auch die berühmte Sammlung der Künstlerselbstporträts dieser Galerie geht auf Baldinuccis Tätigkeit zurück.
Parallel zu seiner Arbeit als Kunstagent und Verwalter mediceischer Kunstsammlungen begann Filippo Baldinucci mit einem kunsthistoriographischen Abriss der Künstler seit Cimabue, den Notizie de’ professori del disegno da Cimabue in qua, die das erste umfangreiche Florentiner Projekt dieser Art seit Giorgio Vasari darstellen. Die Schrift ist zugleich eine Resonanz auf zahlreiche ähnliche Arbeiten zu lokalen Kunstgeschichten, die in anderen italienischen Städten unter anderem von Giulio Mancini, Giovanni Baglione, Carlo Cesare Malvasia oder Raffaele Soprani in Angriff genommen worden waren. Die insgesamt sechs Bänden der Notizie erschienen nicht in chronologischer Ordnung und nur drei der Bände wurden zu Lebzeiten des Autors publiziert: 1681 erschien Band 1 mit dem primo secolo (das 13. Jahrhundert), 1686 der Band 2 (secolo secondo, die Jahre 1300 bis 1400) und 1688 der zweite Teilband von Band 4 mit dem quarto secolo (die Jahre 1550 bis 1580). Posthum wurden dann 1702 zunächst Band 5 (1580 bis 1610) und erst 1728 die noch ausstehenden Bände publiziert: Teil 3 und die erste Hälfte von 4 in einem einzigen Band (die Jahre 1400 bis zu den 1540ern) sowie zuletzt der abschließende Band 6 (die Jahre 1610 bis 1670).
1685 hatte Baldinucci Caterina Scalari geheiratet, mit der er fünf Söhne zeugte. Der drittgeborene Francesco Saverio Baldinucci unterstützte den Vater bei der Arbeit an den Notizie und führte das Projekt nach dessen Tod 1696 fort. Ein weiterer Sohn ist der 1665 geborene und 1893 seliggesprochene Jesuit Antonio Baldinucci.

## Schriften (in Auswahl)
- Vocabolario toscano dell’arte del disegno. Florenz 1681.
- Lettera a Vincenzo Capponi nella quale si risponde ad alcuni quesiti in materia di pittura. Rom 1681.
- Notizie de’ professori del disegno da Cimabue in qua. 6 Bände, Florenz 1681–1728 (erweiterte Neuausgaben u. a. Florenz 1767–1774; Florenz 1845–1847).
- La Veglia. Dialogo di Sincero Veri in cui si disputano e si sciolgono varie difficoltà pittoriche. Lucca 1684.
- Cominciamento e progresso dell’arte dell’intagliare in rame colle vite di molti de’ più eccellenti maestri della stessa professione. Florenz 1686.